# دلفین رودخانه‌ای چین
دلفین رودخانه‌ای چین یا بایجی (به چینی: 白鱀豚) گونه‌ای دلفین آب شیرین بود که تنها در رودخانه یانگ تسه در چین یافت می‌شد. این دلفین که در چین با نام «ایزدبانوی یانگ تسه» (در چینی سنتی: 长江女神، در چینی ساده‌شده: 長江女神) یاد می‌شد، با نام‌های دلفین رودخانه یانگ تسه و دلفین باله‌سفید و دلفین یانگ تسه نیز خوانده می‌شد. نام دو جمله‌ای این گونه (Lipotes vexillifer) برگرفته از دو واژهٔ لاتین Lipotes به معنای جامانده و vexillifer به معنای پرچمدار آمده‌است.
جمعیت دلفین رودخانه‌ای چین در پی دهه‌های گذشته که رشد اقتصادی چین باعث افزایش بیش از حد بهره‌گیری از آب رودخانه‌ها به منظور ماهی‌گیری و ترابری و به دست آوردن برق شد، کاهش چشم‌گیری پیدا کرد. تلاش‌هایی برای حفاظت از این گونه در حیات وحش انجام شد، با این حال در بررسی میدانی سال ۲۰۰۶، هیچ نمونه‌ای از این دلفین در رودخانه یانگ تسه پیدا نشد. متخصصان در آن سال باییجی را در عمل منقرض اعلام کردند.
نابودی این گونه دلفین نخستین نمونه از انقراض عضوی از آب‌بازسانان به دلیل فعالیت‌های انسانی بوده‌است.
با آنکه در ماه اوت سال ۲۰۰۷ مردی با دوربین خود از حرکت جانوری سفید رنگ در آب رودخانه یانگ تسه فیلم‌برداری کرد و یکی از اعضای آکادمی علوم چین امکان بایجی (baiji) بودن جانور دیده شده در این فیلم را تصدیق کرد، دیده شدن یک یا تعداد بسیار کمی نمونه (به احتمال زیاد با سن بالا) از جانوری در عمل منقرض، احتمال بازگشت آن را قوی نمی‌کند. واپسین نمونه دلفین رودخانه‌ای دیده شده در حیات وحش مربوط به سال ۲۰۰۲ بود.

## گستره
از لحاظ تاریخی دلفین رودخانه‌ای چین در گستره‌ای به طول ۱٬۷۰۰ کیلومتر از حوزه آبخیزی میانه و پایین رودخانه یانگ تسه، که از ییچانگ آغاز می‌شد و تا دهانه این رود در شانگهای ادامه می‌یافت، زندگی می‌کرد. این حوزه به دلیل فعالیت‌های سدسازی کاهش زیادی پیدا کرده‌است. تخمین زده می‌شود که نزدیک ۱۲٪ کل جمعیت جهان در کنار این رودخانه زندگی و کار می‌کنند و این فشار بسیاری به این رودخانه وارد می‌کند. ساخته شدن سد سه‌دره و دیگر سدهای کوچکتر از آن باعث نابودی قلمرو این دلفین شد.

## حفاظت و وضعیت بقا
با آن که در دهه ۱۹۵۰ میلادی تعداد این دلفین‌ها ۶٬۰۰۰ عدد تخمین زده می‌شد، فعالیت‌های انسانی در طی پنج دهه پس از آن باعث کاهش شدید تعداد آن‌ها شد. طبق بررسی اتحادیه بین‌المللی حفاظت از محیط زیست، در پی شکار این جانور در میان سال‌های یک گام بزرگ به جلو، ماهیگیری با بهره‌گیری از برق، گیر افتادن در تورهای ماهیگری، برخورد با قایق‌ها و کشتی‌ها، از میان رفتن قلمرو، آلودگی از عوامل نابودی و انقراض این گونه بوده‌اند. در دوران یک گام بزرگ به جلو به دلیل نابودی باورهای سنتی که به این جانور احترام می‌گذاشتند، این جاندار به منظور بهره‌گیری از گوشت و پوستش شکار می‌شد و به این دلیل به سرعت کمیاب گشت.
در سال ۱۹۹۴ عملیات ساخت سد سه‌دره آغاز شد. دو سال پس آن در ۱۹۹۶، سازمان IUCN این دلفین را در فهرست جانداران در معرض انقراض گذارد. در بررسی سال ۱۹۹۷ تعداد کمتر از ۵۰ عدد باقی‌مانده از این گونه تخمین زده شدند (تنها ۱۳ عدد در بررسی دیده شدند). یک سال بعد در ۱۹۹۸ تنها ۷ دلفین زنده دیده شدند. با آغاز آبگیری دریاچه پشت سد سه‌دره در ۲۰۰۳، تنها یک سال طول کشید تا واپسین نمونه باییجی دیده شده در حیات وحش در ۲۰۰۴ گزارش شود. از آن سال به بعد این گونه به عنوان گونه‌ای منقرض در نظر گرفته شد. گزارش انقراض این دلفین در سال ۲۰۰۷ در مجله Biology Letters به چاپ رسید.